# Hero Brinkman

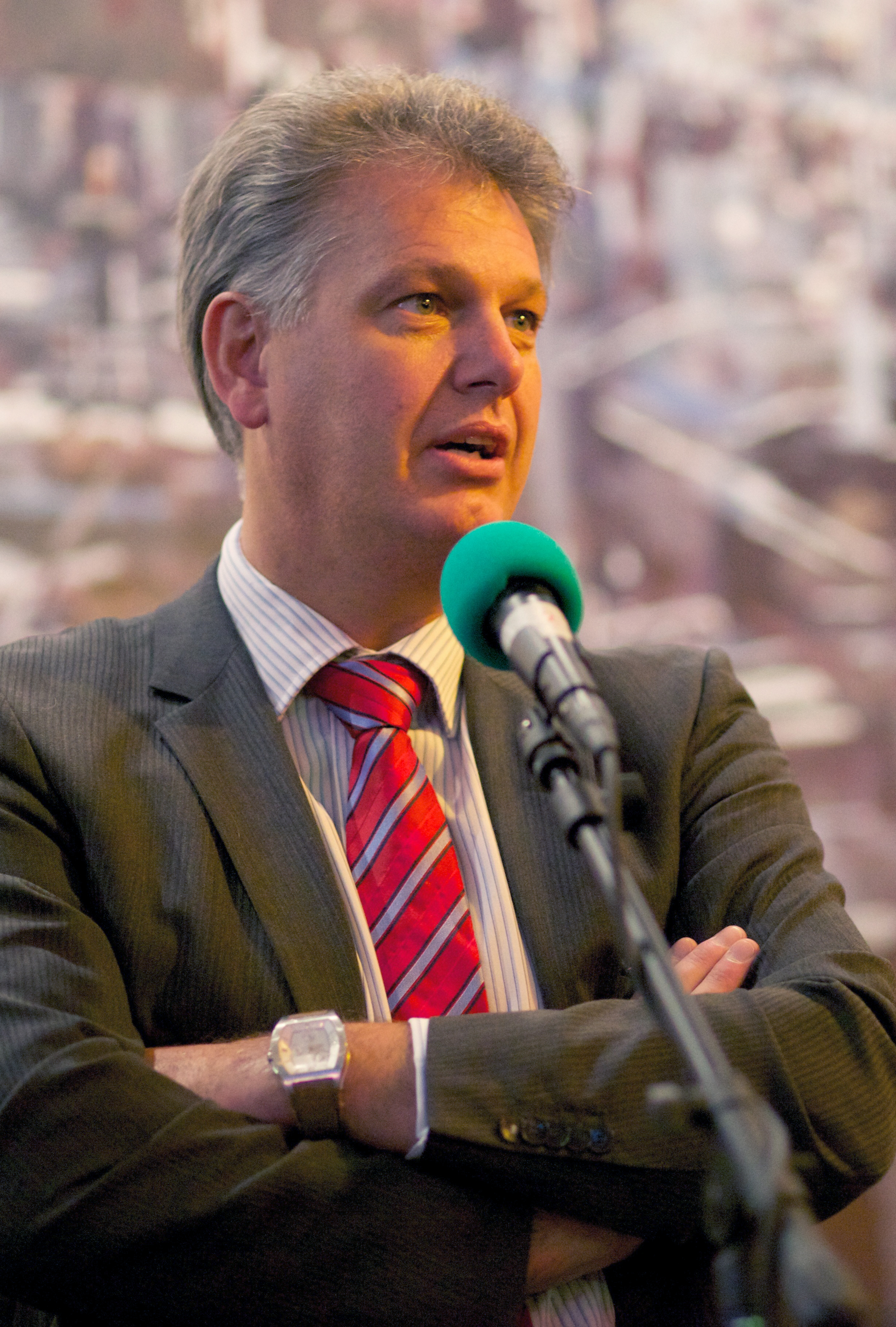
Hero Brinkman (2010)

Hero Brinkman (* 29. Dezember 1964 in Almelo) ist ein niederländischer Politiker. Er gehörte von 2006 bis 2012 dem niederländischen Parlament (Zweite Kammer der Generalstaaten) an. Bis März 2012 war er Fraktionsmitglied der rechtspopulistischen Partij voor de Vrijheid (PVV).
Seinen Austritt begründete er mit der übergroßen Rolle von Geert Wilders in der PVV und wenig durchdachten Aktionen wie der PVV-Meldestelle für Probleme mit Mittel- und Osteuropäern. Danach bildete er allein als Lid-Brinkman (Kammermitglied Brinkman) eine Einmannfraktion. 

## Politik
Brinkman war vor seiner Wahl in die Kammer Polizei-Inspekteur in einem Amsterdamer Stadtteil. Er ist gegen doppelte Staatsbürgerschaften, Hausbesetzung und Toleranz gegenüber Drogen. Kriminelle Jugendliche will er in Erziehungslager einweisen. 2007 nannte er die Niederländischen Antillen „ein korruptes Gaunernest“.
Seine Partei, die Partij voor de Vrijheid, hat als einziges Mitglied den Parteigründer Geert Wilders. Brinkman hat sich vergeblich für eine Demokratisierung der Partei ausgesprochen und sich die Gründung eines Jugendverbandes gewünscht.
Am 17. Dezember 2010 wurde bekannt, dass Brinkman bei den Wahlen zu den Provinzparlamenten im März 2011 der PVV-Spitzenkandidat für die Provinz Nordholland war. Er kündigte an, im Falle einer Wahl in der Zweiten Kammer zu bleiben, was er auch tat. Auch nach seinem Austritt aus der PVV-Fraktion im nationalen Parlament ist er in der Fraktion in Nordholland geblieben.

## Skandale
Im September 2009 kam es zu einer tätlichen Auseinandersetzung zwischen Brinkman und einem Barmann im Pressezentrum des Parlaments (Nieuwspoort). Brinkman gab in der Folge öffentlich zu, ein Alkoholproblem zu haben.
Bei einer Umfrage von RTL Nieuws im November 2010 war Brinkman der einzige von 150 Abgeordneten der Zweiten Kammer, der nicht auf die Frage antwortete, ob er jemals gerichtlich verurteilt worden ist. Brinkman gab daraufhin zu, dass er 2001 versucht hat, eine Alkoholkontrolle zu vermeiden. Dazu schaltete er die Lichter seines Wagens aus und fuhr schnell davon. Später wurde er festgenommen wegen des Verdachts auf Fahren unter Alkoholeinfluss. Mit der Justiz traf er eine Absprache, bei der er 200,- Euro zahlte. Die Presse hat diese und ähnliche Skandale von PVV-Abgeordneten mit großem Interesse verfolgt, weil das Bündnis von VVD, CDA und PVV nur eine Stimme Mehrheit im Parlament hat.

## Austritt aus der PVV-Fraktion und neue Partei

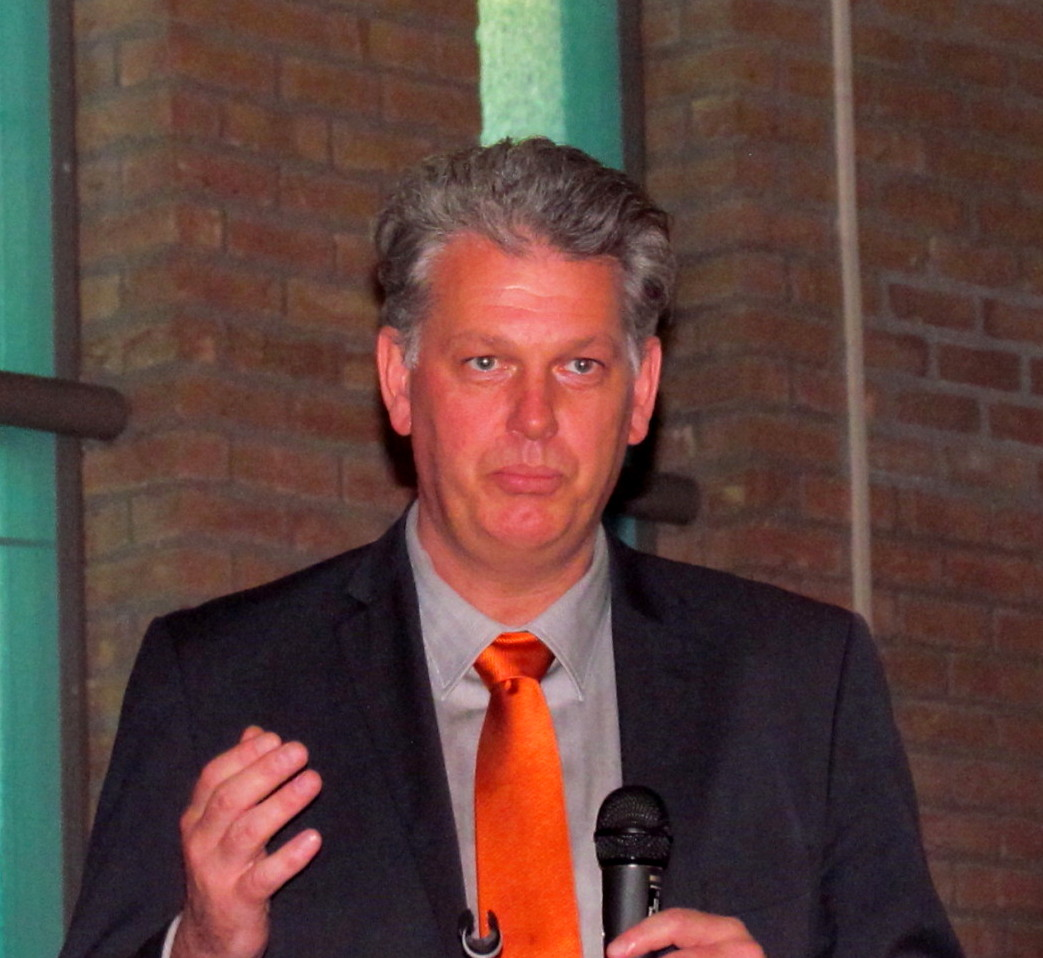
Hero Brinkman im Mai 2012 auf einer Veranstaltung der SGP-Jugend

Am 20. März 2012 gab Brinkman auf einer Pressekonferenz seinen Austritt aus der Fraktion im nationalen Parlament (Zweite Kammer) bekannt. Als Grund wurden unüberbrückbare Differenzen mit Parteichef Geert Wilders genannt, außerdem hatte Brinkman Kritik an der von der PVV betriebenen Webseite Meldpunt Midden- en Oosteuropeanen, auf der man seit Februar Beschwerden über Mittel- und Osteuropäer einreichen kann, geäußert. Mit dem Fraktionsaustritt von Brinkman verlor die von der PVV geduldete Koalitionsregierung unter Ministerpräsident Mark Rutte ihre knappe Mehrheit in der Zweiten Kammer.
Ende Juni bestätigte Brinkman gegenüber einer Zeitung, dass die PVV viel Geld aus Amerika erhalten habe. In einem bestimmten Fall habe es sich um einen Koffer mit 75.000 Euro gehandelt, von dem Wilders ihm erzählt habe. Brinkman finde das schlecht, da er für die Niederlande und nicht für das Ausland in der Kammer sitze.
Im Juni machte Brinkman bekannt, dass er für eine neue Partei abermals für die Kammer kandidieren wolle. Diese Partei wurde am 18. Juni offiziell angemeldet und heißt Democratisch Politiek Keerpunt (DPK, etwa: Demokratische politische Wende). Dies ist eine Fusion von Brinkmans kurzlebiger Onafhankelijke Burger Partij mit Trots op Nederland, die von Rita Verdonk gegründet worden war. Die neue Partei soll vor allem den Mittelstand vertreten und für eine gemeinsame Währung der reichen, westeuropäischen EU-Mitglieder eintreten. Die PVV sei ökonomisch zu weit nach links gedriftet. Bei den Neuwahlen zur Zweiten Kammer im September 2012 bekam DPK mit dem Spitzenkandidaten Brinkman nur 0,1 % der Stimmen und konnte kein Mandat erzielen.
Zur Wahl 2017 trat Brinkman abermals mit einer neuen Partei an, der Ondernemerspartij.

## Belege
1. 1 2  Sueddeutsche Zeitung https://www.tagesspiegel.de/politik/rechtspopulistische-partei-fuer-die-freiheit-wilders-schwaeche-bringt-niederlaendische-regierung-in-bedraengnis/6448278.html
2. ↑  „Een corrupt boevennest“. AD: Antilliaanse Staten weren PVV'er, Abruf am 4. Juli 2010.
3. ↑  NRC: Hero Brinkman lijsttrekker PVV Noord-Holland, Abruf am 17. Dezember 2010.
4. ↑  De Telegraaf: „Hero Brinkman: „Ik heb een drankprobleem““, 24. September 2009. Abruf am 4. Juli 2010.
5. ↑  Trouw: Brinkman ontweek alcoholcontrole, Abruf am 28. November 2010.
6. ↑  POLITIK: Hero Brinkman verlässt die PVV – bringt dies die Koalition ins Wanken? niederlandenet, 20. März 2012, abgerufen am 23. März 2012.
7. ↑  NRC: Wilders born van ruzies in eigen partij, Abruf am 7. Juli 2012.
8. ↑  BNR: Ton en Brinkman gaan op in DPK (Memento des Originals vom 23. Juni 2012 im Internet Archive)  Info: Der Archivlink wurde automatisch eingesetzt und noch nicht geprüft. Bitte prüfe Original- und Archivlink gemäß Anleitung und entferne dann diesen Hinweis., Abruf am 1. Juli 2012.